# Clavell punxent
El clavell punxent, Dianthus pungens és una espècie de clavell (Dianthus) dins la família Cariofil·làcia.

## Descripció
És una planta molt variable. El calze sovint està atenuat a la part superior; bractèoles de forma variable. Les seves fulles són linears i caniculades: Pètals contigus o no, el seu limbe fa de 3 a 10 mm, subenters, marginats o crenulats rosats.

## Distribució i hàbitat
Península Ibèrica i zones muntanyenques del Rif, serralades d'Andalusia, Sistema Central, Sistema Ibèric i fins a la Serralada Cantàbrica i els prepirineus de Catalunya. Habita en sòls pedregosos i matolls aclarits.

## Taxonomia
Dianthus pungens subsp. multiceps va ser descrit per (Costa in Wk.) O de Bolòs et J. Vigo. Aquesta subespècie és un endemisme dels Països catalans (concretament de la Catalunya Central, varietat multiceps i del territori mediovalentí, varietat multiaffinis). Té el calze molt llarg (20 a 32 mm); bracteòles d'àpex ogival; pètals sovint molt dentats.
Etimologia
pungens: és un epítet específic que significa "punxent" 

## Sinònims
- Dianthus attenuatus Xatard ex Walp.
- Dianthus brachyanthus Boiss.
- Dianthus brachyanthus subsp. cantabricus Font Quer
- Dianthus brachyanthus var. maroccanus Pau & Font Quer
- Dianthus brachyanthus var. nivalis Willk.
- Dianthus pungens J.Gay ex Boiss.
- Dianthus subacaulis subsp. brachyanthus (Boiss.) P.Fourn.
- Dianthus subacaulis subsp. cantabricus (Font Quer) Laínz
- Dianthus subacaulis subsp. nivalis (Willk.) Malag.[3]